# Марк Росе
Марк Росе (фр. Marc Rosset; рођен 7. новембра 1970) бивши је швајцарски тенисер. Освојио је златну медаљу на Летњим олимпијским играма 1992. године у Барселони.

## Каријера
Током јуниорске каријере, најбољи пласман на листи је остварио 1988. када је био на четвртом месту.
Професионалну каријеру је започео 1988, а исте године је освојио први турнир у појединачној конкуренцији у Женеви. Први успех у паровима је поновио на истом турниру у Женеви две године касније (у пару са Серђи Бругером).
Убедљиво најуспешнија година за Росеа је била 1992, прво је у јулу 1992. у пару са Јакобом Хласеком освојио Отворено првенство Француске. У августу исте године на Олимпијским играма у Барселони је освојио златну медаљу у појединачној конкуренцији. На путу до финала победио је противнике као што су Џим Куријер, Горан Иванишевић, Вејн Фереира и Емилио Санчез. У финалу је Марк играо против мање познатог локалног тенисера Ђордија Аресеа и добио меч у пет сетова резултатом 7-6, 6-4, 3-6, 4-6, 8-6. Росе је био члан Дејвис куп репрезентације Швајцарске и са њом је 1992. изборио финале. Упркос његовој победи против првог рекета света у то време, Џима Куријера, изгубили су од Американаца.
Росе држи неславан рекорд по броју одсервираних дуплих грешака на једном мечу у Опен ери. У првом колу Вимблдона 1995. године је изгубио од Американца Мајкла Џојса, а имао је чак 26. дуплих сервис грешака.
У каријери Марк Росе је освојио 15 турнира у синглу и 8 у дублу. Освојио је барем један турнир на свакој подлози (бетон 4, шљака 3, трава 1 и тепих 7 титула). Најбољи пласман на АТП листи му је 9 место.

## Гренд слем финала

### Мушки парови 1 (1-0)
| Година | Турнир      | Партнер      | Противници                   | Резултат            |
| 1992.  | Ролан Гарос | Јакоб Хласек | Дејвид Адамс Андреј Олховски | 7–6(4), 6–7(3), 7–5 |

## Медаље на Олимпијским играма
| Медаља | Датум           | Турнир                              | Подлога | Противник   | Резултат                   |
| Златна | 8. август 1992. | Олимпијске игре, Барселона, Шпанија | Шљака   | Ђорди Аресе | 7–6(2), 6–4, 3–6, 4–6, 8–6 |